# Empedrado (departement)
Empedrado is een departement in de Argentijnse provincie Corrientes. Het departement (Spaans:  departamento) heeft een oppervlakte van 1.958 km² en telt 14.721 inwoners.

## Plaatsen in departement Empedrado
- El Sombrero
- Empedrado